# Euphorbia parciramulosa
Euphorbia parciramulosa är en törelväxtart som beskrevs av Georg August Schweinfurth. Euphorbia parciramulosa ingår i släktet törlar, och familjen törelväxter. Inga underarter finns listade i Catalogue of Life.